# Fairbank (Iowa)
Fairbank ist eine Kleinstadt (mit dem Status „City“) im Buchanan County und zu einem kleineren Teil im Fayette County im US-amerikanischen Bundesstaat Iowa. Das U.S. Census Bureau hat bei der Volkszählung 2020 eine Einwohnerzahl von 1.111 ermittelt.

## Geografie
Fairbank liegt im mittleren Nordosten Iowas beiderseits des Little Wapsipinicon River, der über den Wapsipinicon River zum Stromgebiet des Mississippi gehört. Dieser bildet rund 100 km östlich die Grenze Iowas zu Wisconsin und Illinois.
Die geografischen Koordinaten von Fairbank sind 42°38′21″ nördlicher Breite und 92°02′50″ westlicher Länge. Die Stadt erstreckt sich über eine Fläche von 1,89 km². Der größte Teil von Fairbank liegt in der Fairbank Township des Buchanan County, während der kleinere Teil in der Oran Township des Fayette County liegt.
Nachbarorte von Fairbank sind Oelwein (15,3 km ostnordöstlich), Hazleton (14,4 km ostsüdöstlich), Jesup (19,3 km südlich), Dunkerton (16,7 km südwestlich) und Readlyn (22 km nordwestlich).
Die nächstgelegenen größeren Städte sind Rochester in Minnesota (189 km nördlich), Dubuque an der Schnittstelle der Staaten Iowa, Wisconsin und Illinois (142 km östlich), Cedar Rapids (90,3 km südöstlich), Waterloo (40,4 km südwestlich) und Iowas Hauptstadt Des Moines (222 km in der gleichen Richtung).

## Verkehr
Der Iowa State Highway 281 führt in West-Ost-Richtung als Hauptstraße durch Fairbank. Alle weiteren Straßen sind untergeordnete Landstraßen, teils unbefestigte Fahrwege sowie innerörtliche Verbindungsstraßen.
Der nächstgelegene Flughafen ist der 40,2 km südwestlich gelegene Waterloo Regional Airport, von wo aus durch Zubringerflüge mehrerer Fluggesellschaften Anschluss an die Großflughäfen Chicago O’Hare und Minneapolis-Saint Paul hergestellt wird.

## Bevölkerung
Nach der Volkszählung im Jahr 2010 lebten in Fairbank 1113 Menschen in 461 Haushalten. Die Bevölkerungsdichte betrug 588,9 Einwohner pro Quadratkilometer. In den 461 Haushalten lebten statistisch je 2,41 Personen.
Ethnisch betrachtet setzte sich die Bevölkerung zusammen aus 98,0 Prozent Weißen, 0,3 Prozent Afroamerikanern, 0,1 Prozent (eine Person) amerikanischen Ureinwohnern sowie 0,4 Prozent aus anderen ethnischen Gruppen; 1,3 Prozent stammten von zwei oder mehr Ethnien ab. Unabhängig von der ethnischen Zugehörigkeit waren 1,8 Prozent der Bevölkerung spanischer oder lateinamerikanischer Abstammung.
26,9 Prozent der Bevölkerung waren unter 18 Jahre alt, 57,6 Prozent waren zwischen 18 und 64 und 15,5 Prozent waren 65 Jahre oder älter. 50,7 Prozent der Bevölkerung waren weiblich.
Das mittlere jährliche Einkommen eines Haushalts lag bei 57.500 USD. Das Pro-Kopf-Einkommen betrug 23.669 USD. 3,5 Prozent der Einwohner lebten unterhalb der Armutsgrenze.